# Championnats d'Europe de patinage artistique 1960
Navigation
Édition précédente Édition suivante
Les championnats d'Europe de patinage artistique 1960 ont lieu du 4 au 7 février 1960 à l'Olympia-Eissport-Zentrum en plein air de Garmisch-Partenkirchen en Allemagne de l'Ouest.
Pour l'avant-dernière fois, les championnats européens sont organisés sur une patinoire en extérieur. La dernière fois aura lieu en 1963 à Budapest.
Pour la première fois aux championnats européens, vingt patineurs participent à la compétition masculine. 

## Qualifications
Les patineurs sont éligibles à l'épreuve s'ils représentent une nation européenne membre de l'Union internationale de patinage (International Skating Union en anglais). Les fédérations nationales sélectionnent leurs patineurs en fonction de leurs propres critères.
Sur la base des résultats des championnats d'Europe 1959, l'Union internationale de patinage autorise chaque pays à avoir de une à trois inscriptions par discipline. 

## Podiums
| Épreuves                            | Or                                  | Argent                             | Bronze                      |
| ----------------------------------- | ----------------------------------- | ---------------------------------- | --------------------------- |
| Messieurs résultats détaillés       | Alain Giletti                       | Norbert Felsinger                  | Manfred Schnelldorfer       |
| Dames résultats détaillés           | Sjoukje Dijkstra                    | Regine Heitzer                     | Joan Haanappel              |
| Couples résultats détaillés         | Marika Kilius / Hans-Jürgen Bäumler | Nina Zhuk / Stanislav Zhuk         | Margret Göbl / Franz Ningel |
| Danse sur glace résultats détaillés | Doreen Denny / Courtney Jones       | Christiane Guhel / Jean-Paul Guhel | Mary Parry / Roy Mason      |

## Tableau des médailles
| Rang  | Nation               | Or | Argent | Bronze | Total |
| ----- | -------------------- | -- | ------ | ------ | ----- |
| 1     | France               | 1  | 1      | 0      | 2     |
| 2     | Allemagne de l'Ouest | 1  | 0      | 2      | 3     |
| 3     | Pays-Bas             | 1  | 0      | 1      | 2     |
| 3     | Royaume-Uni          | 1  | 0      | 1      | 2     |
| 5     | Autriche             | 0  | 2      | 0      | 2     |
| 6     | Union soviétique     | 0  | 1      | 0      | 1     |
| Total | Total                | 4  | 4      | 4      | 12    |

## Détails des compétitions

### Messieurs
| Rang | Nom                   | Nation               | Places | Points | Fig. impo. | Prog. libre |
| ---- | --------------------- | -------------------- | ------ | ------ | ---------- | ----------- |
| 1    | Alain Giletti         | France               | 11     |        |            |             |
| 2    | Norbert Felsinger     | Autriche             | 20     |        |            |             |
| 3    | Manfred Schnelldorfer | Allemagne de l'Ouest | 31     |        |            |             |
| 4    | Alain Calmat          | France               | 30     |        |            |             |
| 5    | Tilo Gutzeit          | Allemagne de l'Ouest | 43     |        |            |             |
| 6    | Peter Jonas           | Autriche             | 61     |        |            |             |
| 7    | David Clements        | Royaume-Uni          | 62     |        |            |             |
| 8    | Lev Mikhailov         | Union soviétique     | 78     |        |            |             |
| 9    | Knoel Kjølberg        | Norvège              | 85     |        |            |             |
| 10   | Robin Jones           | Royaume-Uni          | 81     |        |            |             |
| 11   | Hubert Köpfler        | Suisse               | 103    |        |            |             |
| 12   | Heinrich Podhasjski   | Autriche             | 112    |        |            |             |
| 13   | François Pache        | Suisse               | 130    |        |            |             |
| 14   | Pavel Fohler          | Tchécoslovaquie      | 137    |        |            |             |
| 15   | Bodo Bockenauer       | Allemagne de l'Est   | 133    |        |            |             |
| 16   | Henryk Hanzel         | Pologne              | 138    |        |            |             |
| 17   | Sergio Brosio         | Italie               | 147    |        |            |             |
| 18   | Michael Flebbe        | Allemagne de l'Est   | 153    |        |            |             |
| 19   | Valeri Meshkov        | Union soviétique     | 155    |        |            |             |
| 20   | Raymond Wiklander     | Suède                | 180    |        |            |             |

### Dames

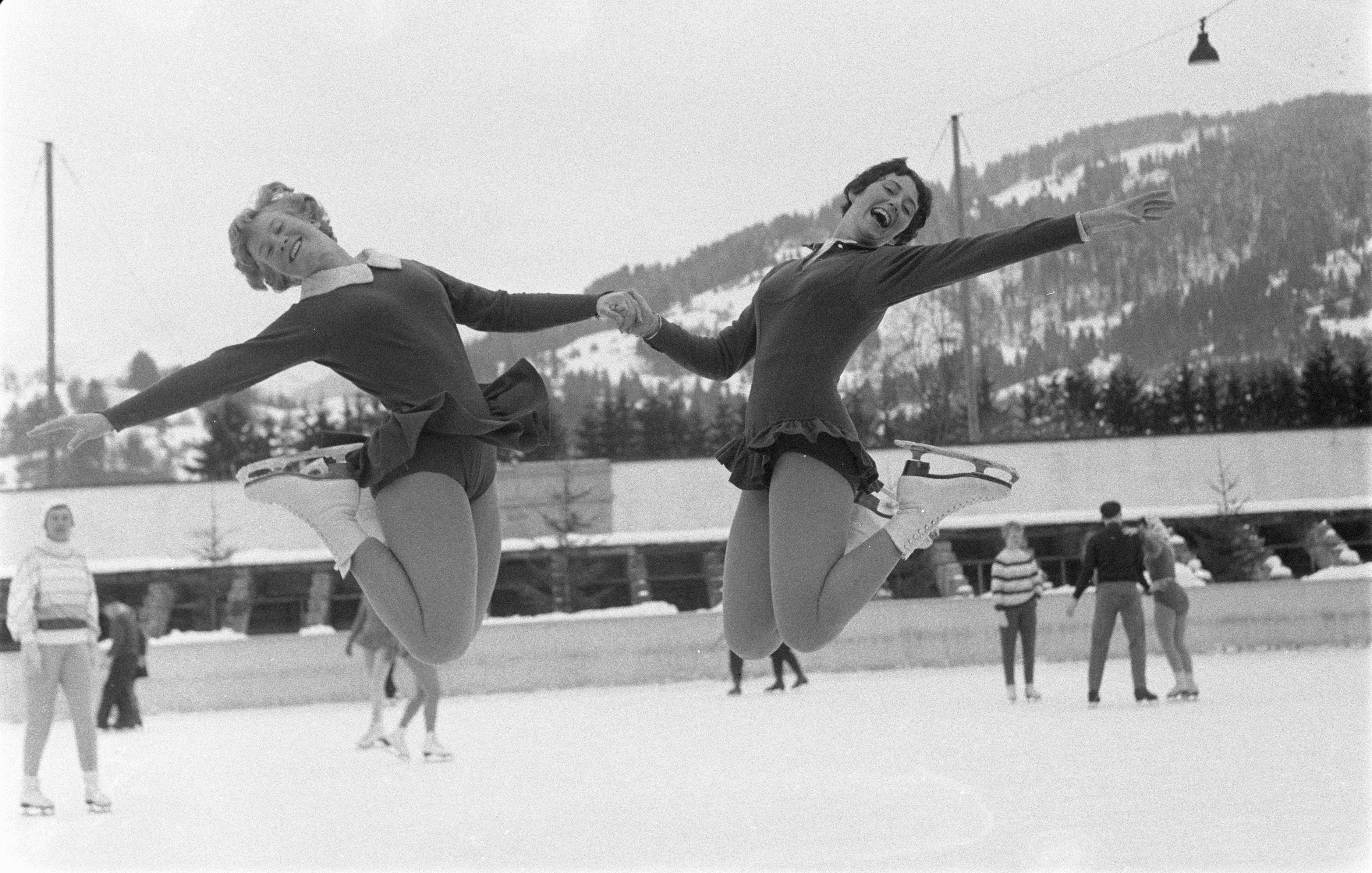
Les médaillées néerlandaises Sjoukje Dijkstra et Joan Haanappel

| Rang    | Nom                  | Nation               | Places | Points | Fig. impo. | Prog. libre |
| ------- | -------------------- | -------------------- | ------ | ------ | ---------- | ----------- |
| 1       | Sjoukje Dijkstra     | Pays-Bas             | 9      |        |            |             |
| 2       | Regine Heitzer       | Autriche             | 20     |        |            |             |
| 3       | Joan Haanappel       | Pays-Bas             | 28     |        |            |             |
| 4       | Karin Frohner        | Autriche             | 46     |        |            |             |
| 5       | Jana Mrázková        | Tchécoslovaquie      | 46     |        |            |             |
| 6       | Anna Galmarini       | Italie               | 56     |        |            |             |
| 7       | Patricia Pauley      | Royaume-Uni          | 65     |        |            |             |
| 8       | Jindřiška Kramperová | Tchécoslovaquie      | 80     |        |            |             |
| 9       | Anne Reynolds        | Royaume-Uni          | 91     |        |            |             |
| 10      | Nicole Hassler       | France               | 86     |        |            |             |
| 11      | Dany Rigoulot        | France               | 93     |        |            |             |
| 12      | Carolyn Krau         | Royaume-Uni          | 123    |        |            |             |
| 13      | Jitka Hlaváčková     | Tchécoslovaquie      | 116    |        |            |             |
| 14      | Carla Tichatschek    | Italie               | 121    |        |            |             |
| 15      | Bärbel Martin        | Allemagne de l'Ouest | 140    |        |            |             |
| 16      | Hella Henneis        | Autriche             | 160    |        |            |             |
| 17      | Fränzi Schmidt       | Suisse               | 153    |        |            |             |
| 18      | Helga Zöllner        | Hongrie              | 160    |        |            |             |
| 19      | Ursel Barkey         | Allemagne de l'Ouest | 167    |        |            |             |
| 20      | Liliane Crosa        | Suisse               | 177    |        |            |             |
| 21      | Ann Margret Frei     | Suisse               | 179    |        |            |             |
| 22      | Yvette Busieau       | Belgique             | 194    |        |            |             |
| 23      | Edda Jurek           | Hongrie              | 205    |        |            |             |
| 24      | Tatiana Nemtsova     | Union soviétique     | 212    |        |            |             |
| 25      | Karin Dehle          | Norvège              | 223    |        |            |             |
| 26      | Heidemarie Steiner   | Allemagne de l'Est   | 223    |        |            |             |
| 27      | Tamara Bratus        | Union soviétique     | 242    |        |            |             |
| Abandon | Ina Bauer            | Allemagne de l'Ouest |        |        |            |             |

### Couples
| Rang | Nom                                 | Nation               | Places | Points |
| ---- | ----------------------------------- | -------------------- | ------ | ------ |
| 1    | Marika Kilius / Hans-Jürgen Bäumler | Allemagne de l'Ouest | 10     |        |
| 2    | Nina Zhuk / Stanislav Zhuk          | Union soviétique     | 13     |        |
| 3    | Margret Göbl / Franz Ningel         | Allemagne de l'Ouest | 20     |        |
| 4    | Ludmila Belousova / Oleg Protopopov | Union soviétique     | 30     |        |
| 5    | Hana Dvoraková / Karol Vosatka      | Tchécoslovaquie      | 34.5   |        |
| 6    | Marie Hezinová / Karel Janouch      | Tchécoslovaquie      | 47     |        |
| 7    | Diana Hinko / Heinz Döpfl           | Autriche             | 52     |        |
| 8    | Margit Senf / Peter Göbel           | Allemagne de l'Est   | 56     |        |
| 9    | Gerda Johner / Rüdi Johner          | Suisse               | 57.5   |        |
| 10   | Tatiana Zhuk / Aleksandr Gavrilov   | Union soviétique     | 65     |        |
| 11   | Rita Blumenberg / Werner Mensching  | Allemagne de l'Ouest | 77     |        |

### Danse sur glace
| Rang    | Nom                                    | Nation               | Places | Points | Danses imposées | Danse libre |
| ------- | -------------------------------------- | -------------------- | ------ | ------ | --------------- | ----------- |
| 1       | Doreen Denny / Courtney Jones          | Royaume-Uni          | 7      |        |                 |             |
| 2       | Christiane Guhel / Jean-Paul Guhel     | France               | 14     |        |                 |             |
| 3       | Mary Parry / Roy Mason                 | Royaume-Uni          | 23     |        |                 |             |
| 4       | Rita Paucka / Peter Kwiet              | Allemagne de l'Ouest | 33     |        |                 |             |
| 5       | Ann cross / Len Williams               | Royaume-Uni          | 35     |        |                 |             |
| 6       | Elly Thal / Hannes Burkhardt           | Allemagne de l'Ouest | 41     |        |                 |             |
| 7       | Eva Romanová / Pavel Roman             | Tchécoslovaquie      | 45     |        |                 |             |
| 8       | Armelle Flichy / Pierre Brun           | France               | 58     |        |                 |             |
| 9       | Margot Nissen / Gerhard Mayer          | Allemagne de l'Ouest | 69     |        |                 |             |
| 10      | Olga Gilardi / Germano Ceccatini       | Italie               | 71     |        |                 |             |
| 11      | Annick de Trentinian / Jacques Mer     | France               | 75     |        |                 |             |
| 12      | Ludovica Boccacci / Gianfranco Canepa  | Italie               | 81     |        |                 |             |
| 13      | Györgyi Korda / Pál Vásárhelyi         | Hongrie              | 88     |        |                 |             |
| 14      | Helga Michlmaier / Gerald Felsinger    | Autriche             | 95     |        |                 |             |
| Abandon | Catharina Odink / Jacobus Odink        | Pays-Bas             |        |        |                 |             |
| Abandon | Elżbieta Zdankiewicz / Emanuel Koczyba | Pologne              |        |        |                 |             |